# Fussballclub Naters 2017-2018
Questa voce raccoglie le informazioni riguardanti il Fussballclub Naters nelle competizioni ufficiali della stagione 2017-2018.

## Stagione
Nella stagione 2017-2018 il Naters, allenato da Dejan Marković, concluse il campionato di 1ª Lega all'8º posto.

## Rosa
| N. |                               | Ruolo | Calciatore            |
| -- | ----------------------------- | ----- | --------------------- |
| 3  | Svizzera (bandiera)           | D     | Simon Taugwalder      |
| 5  | Svizzera (bandiera)           | C     | Nico Zwimpfer         |
| 6  | Rep. Ceca (bandiera)          | D     | Dalibor Vašenda       |
| 8  | Svizzera (bandiera)           | C     | Aleksandar Stojanović |
| 9  | Svizzera (bandiera)           | A     | Albert Spahiu         |
| 10 | Macedonia del Nord (bandiera) | C     | Agron Mustafi         |
| 11 | Svizzera (bandiera)           | A     | Michel Ziegler        |
| 12 | Kosovo (bandiera)             | D     | Durim Badalli         |
| 14 | Svizzera (bandiera)           | C     | Michael Ritz          |
| 15 | Svizzera (bandiera)           | D     | Sandro Steiner        |
| 16 | Rep. Ceca (bandiera)          | D     | Filip Korneta         |
| 17 | Svizzera (bandiera)           | D     | Fabian Schalbetter    |
| 18 | Colombia (bandiera)           | C     | Henry Acosta          |
| 18 | Slovacchia (bandiera)         | A     | Martin Matúš          |

| N. |                        | Ruolo | Calciatore         |
| -- | ---------------------- | ----- | ------------------ |
| 19 | Inghilterra (bandiera) | C     | Benjamin Collard   |
| 19 | Svizzera (bandiera)    | C     | Cyrill Holzer      |
| 20 | Svizzera (bandiera)    | C     | Lucca Fryand       |
| 20 | Croazia (bandiera)     | A     | Ivan Marković      |
| 21 | Svizzera (bandiera)    | P     | Noah Bregy         |
| 21 | Svizzera (bandiera)    | P     | Donato D'Andrea    |
| 21 | Svizzera (bandiera)    | P     | Daniel Floris      |
| 21 | Svizzera (bandiera)    | P     | Gregoire Fumeaux   |
| 22 | Svizzera (bandiera)    | C     | Claudio Bernini    |
| 23 | Germania (bandiera)    | D     | Dominique Feldner  |
| 25 | Svizzera (bandiera)    | D     | Bogdan Dinić       |
| 27 | Rep. Ceca (bandiera)   | A     | Vítězslav Hrdlička |
|    | Svizzera (bandiera)    | P     | Florian Zuber      |

## Organigramma societario
Area tecnica
- Allenatore: Dejan Marković
- Allenatore in seconda: Daniel Hermann
- Preparatore dei portieri:
- Preparatori atletici:

## Calciomercato

### Sessione estiva
| Acquisti | Acquisti           | Acquisti                | Acquisti |
| R.       | Nome               | da                      | Modalità |
| -------- | ------------------ | ----------------------- | -------- |
| C        | Cyrill Holzer      | Sion U18                |          |
| P        | Daniel Floris      | Visp                    |          |
| A        | Ivan Marković      | Thun Berner Oberland    |          |
| P        | Gregoire Fumeaux   | Sion II                 |          |
| C        | Benjamin Collard   | Köniz                   |          |
| D        | Fran Martínez      | San Fernando CD         |          |
| C        | Lucca Fryand       | Naters II               |          |
| A        | Vítězslav Hrdlička | Brunnen                 |          |
| D        | Simon Taugwalder   | Thun Berner Oberland II |          |

| Cessioni | Cessioni           | Cessioni    | Cessioni |
| R.       | Nome               | a           | Modalità |
| -------- | ------------------ | ----------- | -------- |
| A        | Saleh Chihadeh     | Kriens      |          |
| D        | Dominique Feldner  | Breitenrain |          |
| C        | Felipe de Oliveira | Aigle       |          |
| A        | Claudio Millius    | Visp        |          |

### Sessione invernale
| Acquisti | Acquisti      | Acquisti    | Acquisti |
| R.       | Nome          | da          | Modalità |
| -------- | ------------- | ----------- | -------- |
| D        | Durim Badalli | Tuggen      |          |
| C        | Henry Acosta  | Breitenrain |          |

| Cessioni | Cessioni | Cessioni | Cessioni |
| R.       | Nome     | a        | Modalità |
| -------- | -------- | -------- | -------- |

## Risultati

### 1ª Lega

#### Girone di andata
| Arbitro: | Dedukic |

|  |           |              |
|  | Marcatori | 90’ Boniface |

| Arbitro: | Rosset |

|                                   |           |                             |
| Kernou 15’, 19’ Imbriaco 64’, 90’ | Marcatori | 35’ Schalbetter 45’ Ziegler |

| Arbitro: | Ghisletta |

|                          |           |                     |
| Zwimpfer 25’ Bernini 63’ | Marcatori | 43’, 56’, 74’ Toure |

| Arbitro: | Wolfensberger |

|                                                          |           |                       |
| Orsi 3’ Maciel 20’ Mehmetaj 56’, 71’ Constantin 79’, 80’ | Marcatori | 9’, 59’, 60’ Hrdlička |

| Arbitro: | Hänggi |

|                          |           |            |
| Hrdlička 76’ Vašenda 81’ | Marcatori | 73’ Camara |

| Arbitro: | Dégallier |

|                                            |           |                        |
| Ndarugendamwo 42’ Quintero 63’ Efendić 71’ | Marcatori | 74’ Hrdlička 90’ Matúš |

| Arbitro: | Bontempelli |

|                |           |  |
| Taugwalder 64’ | Marcatori |  |

| Arbitro: | Bontempelli |

|                      |           |              |
| Santos 9’ N'Silu 37’ | Marcatori | 18’ Marković |

| Arbitro: | Skalonja |

|  |           |                    |
|  | Marcatori | 7’ Leite 63’ Mason |

| Arbitro: | Piccolo |

|              |           |  |
| Hrdlička 24’ | Marcatori |  |

| Arbitro: | Borra |

|                   |           |                        |
| Hunziker 45’, 74’ | Marcatori | 33’, 83’, 89’ Hrdlička |

| Arbitro: | Bannwart |

|            |           |  |
| Collard 8’ | Marcatori |  |

| Düdingen 4 novembre 2017, ore 17:30 CET 13ª giornata | Düdingen    | 0 – 0 referto | Naters | Birchhölzli (365 spett.)\| Arbitro: \| Grundbacher \| |
| Arbitro:                                             | Grundbacher |               |        |                                                       |

#### Girone di ritorno
| Arbitro: | Hürlimann |

|  |           |                     |
|  | Marcatori | 23’ (rig.) Hrdlička |

| Naters 28 marzo 2018, ore 20:00 CEST 15ª giornata              | Naters    | 3 – 0 referto | Étoile Carouge | Sportanlage Stapfen |
| \| \| \| \| \| Hrdlička 73’ Spahiu 79’, 90’ \| Marcatori \| \| |           |               |                |                     |
|                                                                |           |               |                |                     |
| Hrdlička 73’ Spahiu 79’, 90’                                   | Marcatori |               |                |                     |

| Arbitro: | Carrard |

|                                        |           |  |
| Seydoux 2’ Marinković 49’ Teixeira 66’ | Marcatori |  |

| Naters 18 marzo 2018, ore 14:00 CET 17ª giornata                                                 | Naters    | 3 – 2 referto               | Martigny | Sportanlage Stapfen (240 spett.) |
| \| \| \| \| \| Spahiu 29’ Acosta 35’ Hrdlička 75’ \| Marcatori \| 26’ Constantin 88’ Mehmetaj \| |           |                             |          |                                  |
|                                                                                                  |           |                             |          |                                  |
| Spahiu 29’ Acosta 35’ Hrdlička 75’                                                               | Marcatori | 26’ Constantin 88’ Mehmetaj |          |                                  |

| Arbitro: | Borra |

|  |           |                                                                              |
|  | Marcatori | 2’, 4’, 24’ (rig.), 58’ Acosta 28’ Taugwalder 40’, 47’ Hrdlička 80’ Zwimpfer |

| Arbitro: | Rosset |

|  |           |                                        |
|  | Marcatori | 10’ Tsoutsis 33’ Rodrigues 90’ M'Sabeg |

| Arbitro: | Grundbacher |

|                           |           |                   |
| Chevalley 87’ Bersier 90’ | Marcatori | 13’ (rig.) Acosta |

| Arbitro: | Rogalla |

|                             |           |                   |
| Spahiu 7’ Hrdlička 41’, 90’ | Marcatori | 24’ (rig.) Haliti |

| Arbitro: | Schelb |

|            |           |              |
| Natoli 69’ | Marcatori | 45’ Hrdlička |

| Arbitro: | von Mandach |

|                          |           |            |
| Paçarizi 42’ Valente 74’ | Marcatori | 73’ Spahiu |

| Arbitro: | Ricci |

|                    |           |             |
| Korneta 90’ (rig.) | Marcatori | 52’ Collard |

| Vevey 19 maggio 2018, ore 16:00 CEST 25ª giornata | Vevey United | 0 – 0 referto | Naters | Stade de Copet\| Arbitro: \| Werder \| |
| Arbitro:                                          | Werder       |               |        |                                        |

| Arbitro: | Bannwart |

|                                                         |           |                           |
| Spahiu 65’, 70’ Badalli 79’ Stojanović 83’ Hrdlička 86’ | Marcatori | 4’ Nyangi 14’, 90’ Shalaj |

## Statistiche

### Statistiche di squadra
| Competizione | Punti | In casa | In casa | In casa | In casa | In casa | In casa | In trasferta | In trasferta | In trasferta | In trasferta | In trasferta | In trasferta | Totale | Totale | Totale | Totale | Totale | Totale | DR |
| Competizione | Punti | G       | V       | N       | P       | Gf      | Gs      | G            | V            | N            | P            | Gf           | Gs           | G      | V      | N      | P      | Gf     | Gs     | DR |
| ------------ | ----- | ------- | ------- | ------- | ------- | ------- | ------- | ------------ | ------------ | ------------ | ------------ | ------------ | ------------ | ------ | ------ | ------ | ------ | ------ | ------ | -- |
| 1ª Lega      | 37    | 13      | 8       | 1       | 4       | 22      | 17      | 13           | 3            | 3            | 7            | 23           | 25           | 26     | 11     | 4      | 11     | 45     | 42     | +3 |
| Totale       | 37    | 13      | 8       | 1       | 4       | 22      | 17      | 13           | 3            | 3            | 7            | 23           | 25           | 26     | 11     | 4      | 11     | 45     | 42     | +3 |

### Andamento in campionato
| Giornata  | 1  | 2  | 3  | 4  | 5  | 6  | 7  | 8  | 9  | 10 | 11 | 12 | 13 | 14 | 15 | 16 | 17 | 18 | 19 | 20 | 21 | 22 | 23 | 24 | 25 | 26 |
| --------- | -- | -- | -- | -- | -- | -- | -- | -- | -- | -- | -- | -- | -- | -- | -- | -- | -- | -- | -- | -- | -- | -- | -- | -- | -- | -- |
| Luogo     | C  | T  | C  | T  | C  | T  | C  | T  | C  | C  | T  | C  | T  | T  | C  | T  | C  | T  | C  | T  | C  | T  | T  | C  | T  | C  |
| Risultato | P  | P  | P  | P  | V  | P  | V  | P  | P  | V  | V  | V  | N  | V  | V  | P  | V  | V  | P  | P  | V  | N  | P  | N  | N  | V  |
| Posizione | 12 | 14 | 14 | 14 | 14 | 14 | 12 | 12 | 13 | 12 | 11 | 11 | 11 | 10 | 9  | 10 | 9  | 5  | 8  | 9  | 7  | 7  | 8  | 7  | 9  | 8  |

Legenda:

Luogo: C = Casa; T = Trasferta. Risultato: V = Vittoria; N = Pareggio; P = Sconfitta.

### Statistiche dei giocatori
| H. Acosta      | 11 | 6  | 0 | 0 |
| D. Badalli     | 10 | 1  | 1 | 0 |
| C. Bernini     | 25 | 1  | 0 | 0 |
| N. Bregy       | 0  | 0  | 0 | 0 |
| B. Collard     | 9  | 1  | 1 | 0 |
| D. D'Andrea    | 0  | 0  | 0 | 0 |
| B. Dinić       | 11 | 0  | 1 | 0 |
| D. Feldner     | 11 | 0  | 1 | 0 |
| D. Floris      | 0  | 0  | 0 | 0 |
| L. Fryand      | 5  | 0  | 0 | 0 |
| G. Fumeaux     | 18 | 0  | 6 | 0 |
| C. Holzer      | 0  | 0  | 0 | 0 |
| V. Hrdlička    | 25 | 18 | 2 | 0 |
| M. Indermitte  | 3  | 0  | 0 | 0 |
| F. Korneta     | 22 | 1  | 2 | 0 |
| I. Marković    | 7  | 1  | 1 | 0 |
| F. Martínez    | 13 | 0  | 4 | 0 |
| M. Matúš       | 10 | 1  | 2 | 1 |
| A. Mustafi     | 20 | 0  | 5 | 1 |
| M. Ritz        | 16 | 0  | 0 | 0 |
| F. Schalbetter | 20 | 1  | 9 | 1 |
| A. Spahiu      | 22 | 7  | 6 | 0 |
| S. Steiner     | 10 | 0  | 1 | 0 |
| A. Stojanovic  | 10 | 1  | 0 | 0 |
| S. Taugwalder  | 19 | 2  | 1 | 0 |
| D. Vašenda     | 18 | 1  | 3 | 0 |
| M. Ziegler     | 17 | 1  | 0 | 0 |
| F. Zuber       | 8  | 0  | 0 | 0 |
| N. Zwimpfer    | 23 | 2  | 3 | 1 |